# Rudlice
Rudlice település Csehországban, a Znojmói járásban. Rudlice Hluboké Mašůvky, Mikulovice, Plaveč, Němčičky és Vevčice településekkel határos. Lakosainak száma 103 fő (2024. január 1.).

## Népesség
A település lakosságának változását az alábbi diagram mutatja:
| Lakosok száma | 214  | 229  | 264  | 206  | 155  | 102  | 104  | 97   | 100  | 103  |
|               | 1869 | 1900 | 1921 | 1961 | 1980 | 2011 | 2016 | 2019 | 2021 | 2024 |